# Saison 7 de Nouvelle Star
 (octobre 2022).
Si vous disposez d'ouvrages ou d'articles de référence ou si vous connaissez des sites web de qualité traitant du thème abordé ici, merci de compléter l'article en donnant les références utiles à sa vérifiabilité et en les liant à la section « Notes et références ».
 (octobre 2022).
- Si vous ne connaissez pas le sujet, laissez ce bandeau (vous pouvez alors contacter les auteurs).
- Si vous supprimez le contenu mis en cause (vous pouvez préalablement contacter les auteurs),

argumentez précisément cette suppression dans la page de discussion
(un manque de référence n'est pas un argument ; une recherche réelle de référence doit avoir été effectuée, être formellement documentée).
La septième saison de Nouvelle Star, émission française de téléréalité musicale, a été diffusée sur M6 du 24 février 2009 au 9 juin 2009.
Elle a été remportée par Soan.

## Nouveautés
À défaut de grands bouleversements, la saison 2009 apporte comme chaque nouvelle saison son petit lot de nouveautés :
- l'arrivée de Virginie Guilhaume comme animatrice en remplacement de Virginie Efira[1] ;
- l'arrivée de Renaud Rahard,  qui devient producteur du programme pour les saisons 7 et 8 (2009 et 2010) ;
- l'arrivée de Florian Lesca (lui-même candidat de la quatrième saison, en 2006) comme Nounou des candidats[1], en remplacement d'Olivier Ottin et Moïse — ce dernier ayant été promu en 2008 directeur artistique de l'émission[2] ;
- l'arrivée d'Alexandre Dencausse, comme programmateur musical des primes, et Directeur de casting, en remplacement de Matthieu Grelier, qui  occupa  ce poste en 2006, 2007 et 2008. Anciennement programmateur musical des lives de l'émission quotidienne Le Fou du roi sur France Inter, Alexandre Dencausse a, pour sa part, occupé le poste les deux dernières saisons du télé crochet de M6 ;
- la mise à l'antenne du nouveau générique du format Idol adapté au 16:9 et à la HD ;
- l'instauration d'une épreuve de rattrapage lors de la sélection finale au Trianon ;
- la suppression du joker du Jury.

## Participants

### Présentation
- Virginie Guilhaume

### Jury
- André Manoukian
- Lio
- Sinclair
- Philippe Manœuvre

### Candidats
L'émission reste fidèle à la majeure partie des villes castées lors de la saison précédente (Marseille, Lille, Toulouse, Rennes, Lyon et Paris) hormis Bruxelles (l'émission ne s'arrêtera pas en Belgique) et Strasbourg. Ils ont eu lieu du 13 octobre au 6 décembre 2008.
| Candidat        | Vrai nom                 | Date de naissance | Profession                   | Ville de casting | % de votes bleus (bleus/rouges) | Statut                            | Réf(s). |
| --------------- | ------------------------ | ----------------- | ---------------------------- | ---------------- | ------------------------------- | --------------------------------- | ------- |
| Soan            | Julien Decroix           | 4 mai 1981        | Chanteur                     | Paris            | 76 % (51/16)                    | Gagnant le 9 juin 2009            |         |
| Leïla           | Leïla Aissaoui           | 31 juillet 1990   | Étudiante                    | Rennes           | 70 % (47/20)                    | Finaliste le 9 juin 2009          |         |
| Camélia Jordana | Camélia Jordana Aliouane | 15 septembre 1992 | Lycéenne                     | Marseille        | 89 % (49/6)                     | Demi-finaliste le 2 juin 2009     |         |
| Thomas          | Thomas Bonneau           | 31 octobre 1991   | Apprenti coiffeur, mannequin | Toulouse         | 63 % (27/16)                    | Quart-de-finaliste le 26 mai 2009 |         |
| Dalé            | Dalé Grenoble            | 27 novembre 1985  | Chauffeur commercial         | Lyon             | 69 % (24/11)                    | Éliminé le 19 mai 2009            |         |
| Damien          | Damien Vanni             | 13 août 1979      | Professeur d'anglais         | Lyon             | 56 % (15/12)                    | Éliminé le 12 mai 2009            |         |
| Lary            | Lary Lambert             | 20 mai 1988       | Musicien                     | Paris            | 74 % (14/5)                     | Éliminé le 5 mai 2009             |         |
| Mahdi           | Mahdi Jaggae             | 11 février 1982   | Chanteur                     | Marseille        | 75 % (12/4)                     | Éliminé le 28 avril 2009          |         |
| Mélissa         | Mélissa Nkonda           | 4 novembre 1990   | Étudiante                    | Lille            | 67 % (8/4)                      | Éliminée le 21 avril 2009         |         |
| Yoann           | Yoann Pigny              | 29 février 1988   | Graphiste freelance          | Paris            | 13 % (1/7)                      | Éliminé le 14 avril 2009          |         |
| Antoine         | Antoine Vignette         | 26 juin 1983      | Étudiant                     | Paris            | 50 % (2/2)                      | Éliminés le 7 avril 2009          |         |
| Charlotte       | Charlotte Robbin         | 24 septembre 1987 | Sans emploi                  | Rennes           | 25 % (3/1)                      | Éliminés le 7 avril 2009          |         |
| Maria-Paz       | NC                       | 29 janvier 1988   | Étudiante                    | Toulouse         | 50 % (2/2)                      | Éliminés le 7 avril 2009          |         |
| Mickaël,        | Mickaël Frémeaux         | 11 mars 1984      | Étudiant en musicologie      | Lille            | 25 % (1/3)                      | Éliminés le 7 avril 2009          |         |
| Yasmina         | Yasmina Bahj             | 4 janvier 1992    | Lycéenne                     | Paris            | 75 % (3/1)                      | Éliminés le 7 avril 2009          |         |

## Primes

### Prime n°1 - 7 avril 2009
| Candidat        | Chanson                             | Interprète original  | Vote du jury | Vote du jury | Vote du jury | Vote du jury |
| --------------- | ----------------------------------- | -------------------- | ------------ | ------------ | ------------ | ------------ |
| Candidat        | Chanson                             | Interprète original  | Manœuvre     | Manoukian    | Lio          | Sinclair     |
| Leïla           | Marcia Baïla                        | Les Rita Mitsouko    |              |              |              |              |
| Lary            | Si seulement je pouvais lui manquer | Calogero             |              |              |              |              |
| Charlotte       | You Know I'm No Good                | Amy Winehouse        |              |              |              |              |
| Mickaël         | Voyage, voyage                      | Desireless           |              |              |              |              |
| Mélissa         | I'm outta love                      | Anastacia            |              |              |              |              |
| Antoine         | Viva la Vida                        | Coldplay             |              |              |              |              |
| Soan            | Le vent nous portera                | Noir Désir           |              |              |              |              |
| Thomas          | Tatoue-Moi                          | Mozart, l'opéra rock |              |              |              |              |
| Dalé            | I've Been Loving You Too Long       | Otis Redding         |              |              |              |              |
| Maria-Paz       | Porque te vas                       | Jeanette             |              |              |              |              |
| Yoann           | Cargo                               | Axel Bauer           |              |              |              |              |
| Mahdi           | I'm Yours                           | Jason Mraz           |              |              |              |              |
| Yasmina         | I Was Made For Lovin' You           | Kiss                 |              |              |              |              |
| Damien          | Wicked Game                         | Chris Isaak          |              |              |              |              |
| Camélia-Jordana | Quelqu'un m'a dit                   | Carla Bruni          |              |              |              |              |

Chansons collectives
- France Gall, Laisse tomber les filles : Mickaël, Camélia-Jordana, Maria-Paz, Leïla, Mélissa
- Roger Glover, Love is all : Lary, Antoine, Dalé, Damien, Charlotte
- Jean-Louis Aubert, Temps à nouveau : Yoann, Soan, Yasmina, Thomas, Mahdi

État de la compétition
- Qualifiés : Dalé • Camélia-Jordana • Damien • Mahdi • Leïla • Soan • Mélissa • Thomas • Yoann • Lary (sauvé par le jury)
- Éliminés : Antoine • Charlotte • Maria-Paz • Mickaël • Yasmina

### Prime n°2 - 14 avril 2009
| Candidat        | Chanson                   | Interprète original | Vote du jury | Vote du jury | Vote du jury | Vote du jury |
| --------------- | ------------------------- | ------------------- | ------------ | ------------ | ------------ | ------------ |
| Candidat        | Chanson                   | Interprète original | Manœuvre     | Manoukian    | Lio          | Sinclair     |
| Leïla           | My Baby Just Cares for Me | Nina Simone         |              |              |              |              |
| Lary            | You Give Me Something     | James Morrison      |              |              |              |              |
| Mélissa         | Mamy Blue                 | Nicoletta           |              |              |              |              |
| Soan            | Ma petite entreprise      | Alain Bashung       |              |              |              |              |
| Thomas          | Dans la maison vide       | Michel Polnareff    |              |              |              |              |
| Dalé            | You Are So Beautiful      | Joe Cocker          |              |              |              |              |
| Yoann           | Les Voisines              | Renan Luce          |              |              |              |              |
| Mahdi           | Pastime Paradise          | Stevie Wonder       |              |              |              |              |
| Damien          | L'autre Finistère         | Les Innocents       |              |              |              |              |
| Camélia-Jordana | Heart of Glass            | Blondie             |              |              |              |              |

Chansons collectives
- Sinsemilia, Tout le bonheur du monde : Camélia-Jordana, Soan, Mahdi
- Sonny & Cher, I Got You Babe : Leïla, Dalé
- Alain Chamfort, Le Temps qui court : Mélissa, Lary
- The Turtles, Happy Together : Damien, Thomas, Yoann

État de la compétition
- Qualifiés : Mahdi • Mélissa • Soan • Damien • Dalé • Camélia-Jordana • Lary • Thomas • Leïla
- Éliminé : Yoann

### Prime n°3 - 21 avril 2009: Chansons d'amour
| Candidat        | Chanson                           | Interprète original | Vote du jury | Vote du jury | Vote du jury | Vote du jury |
| --------------- | --------------------------------- | ------------------- | ------------ | ------------ | ------------ | ------------ |
| Candidat        | Chanson                           | Interprète original | Manœuvre     | Manoukian    | Lio          | Sinclair     |
| Leïla           | Dès que j'te vois                 | Vanessa Paradis     |              |              |              |              |
| Lary            | I'm not in love                   | 10cc                |              |              |              |              |
| Mélissa         | I'm So Excited                    | The Pointer Sisters |              |              |              |              |
| Soan            | Boys don't cry                    | The Cure            |              |              |              |              |
| Thomas          | Onde Sensuelle                    | Matthieu Chedid     |              |              |              |              |
| Dalé            | Toi et le soleil                  | Claude François     |              |              |              |              |
| Mahdi           | Aïcha                             | Khaled              |              |              |              |              |
| Damien          | Everybody's Got to Learn Sometime | The Korgis          |              |              |              |              |
| Camélia-Jordana | I Wanna Be Loved by You           | Marilyn Monroe      |              |              |              |              |

Chansons collectives
- The Jackson Five, I Want You Back : les neuf candidats
- Marcel Zanini, Tu veux ou tu veux pas ? : Soan, Camélia-Jordana, Lary
- À Cause des Garçons, À cause des garçons : Thomas, Leïla, Mélissa[réf. souhaitée]

État de la compétition
- Qualifiés : Damien • Lary • Camélia-Jordana • Dalé • Soan • Mahdi • Leïla • Thomas
- Éliminée : Mélissa

### Prime n°4 - 28 avril 2009: Dancing Floor
| Candidat        | Chanson                  | Interprète original | Vote du jury | Vote du jury | Vote du jury | Vote du jury |
| --------------- | ------------------------ | ------------------- | ------------ | ------------ | ------------ | ------------ |
| Candidat        | Chanson                  | Interprète original | Manœuvre     | Manoukian    | Lio          | Sinclair     |
| Lary            | L'Encre de tes yeux      | Francis Cabrel      |              |              |              |              |
| Leïla           | Wannabe                  | Spice Girls         |              |              |              |              |
| Thomas          | Maniac                   | Michael Sembello    |              |              |              |              |
| Soan            | Les mots bleus           | Christophe          |              |              |              |              |
| Dalé            | What'd I Say             | Ray Charles         |              |              |              |              |
| Mahdi           | Always on the Run        | Lenny Kravitz       |              |              |              |              |
| Damien          | Elle a les yeux revolver | Marc Lavoine        |              |              |              |              |
| Camélia-Jordana | Womanizer                | Britney Spears      |              |              |              |              |

Chansons collectives
- Patrick Hernandez, Born to Be Alive : les candidats
- Superbus, Tchi-Cum-Bah : Thomas, Camélia-Jordana, Dalé.
- Claude Nougaro, Nougayork : Damien, Mahdi, Lary.
- Salvatore Adamo, Mes mains sur tes hanches : Leïla, Soan.

État de la compétition
- Qualifiés : Soan • Dalé • Camélia-Jordana • Thomas • Damien • Lary • Leïla
- Éliminé : Mahdi

### Prime n°5 - 5 mai 2009
| Candidat        | Chanson                               | Interprète original                     | Vote du jury | Vote du jury | Vote du jury | Vote du jury     |
| --------------- | ------------------------------------- | --------------------------------------- | ------------ | ------------ | ------------ | ---------------- |
| Candidat        | Chanson                               | Interprète original                     | Manœuvre     | Manoukian    | Lio          | Sinclair         |
| Lary            | I Heard It Through the Grapevine      | Marvin Gaye                             |              |              |              | Absent (maladie) |
| Leïla           | Frozen                                | Madonna                                 |              |              |              | Absent (maladie) |
| Thomas          | Tu m'oublieras                        | Régine / Larusso                        |              |              |              | Absent (maladie) |
| Soan            | Alabama Song (Whisky Bar)             | Kurt Weill & Bertolt Brecht / The Doors |              |              |              | Absent (maladie) |
| Dalé            | Je suis venu te dire que je m'en vais | Serge Gainsbourg                        |              |              |              | Absent (maladie) |
| Damien          | Wonderwall                            | Oasis                                   |              |              |              | Absent (maladie) |
| Camélia-Jordana | Le Coup de soleil                     | Richard Cocciante                       |              |              |              | Absent (maladie) |

Chansons collectives
- Wham!, Wake Me Up Before You Go-Go : les sept candidats
- David et Jonathan, Est-ce que tu viens pour les vacances ? : Soan, Damien
- France Gall, Besoin d'amour : Leïla, Camélia-Jordana
- The Isley Brothers / The Beatles, Twist and Shout : Dalé, Lary, Thomas
- Julien Doré, Les Bords de mer : Julien Doré, Lio

État de la compétition
- Qualifiés : Soan • Leïla • Damien • Camélia-Jordana • Dalé • Thomas
- Éliminé :  Lary

Invité
- Julien Doré à la guitare (pour Wonderwall), aux cymbales (pour Alabama Song)[réf. souhaitée] et aux chansons First Lady (son nouveau single) et Les Bords de mer en duo avec Lio. Durant la semaine précédant le prime, il a aidé les candidats à préparer leurs chansons et a créé tous les arrangements.[réf. souhaitée]

### Prime n°6 - 12 mai 2009: Cinéma
- Si vous ne connaissez pas le sujet, laissez ce bandeau (vous pouvez alors contacter les auteurs).
- Si vous supprimez le contenu mis en cause (vous pouvez préalablement contacter les auteurs),

argumentez précisément cette suppression dans la page de discussion
(un manque de référence n'est pas un argument ; une recherche réelle de référence doit avoir été effectuée, être formellement documentée).
| Candidat        | Chanson                              | Interprète original | Film[réf. souhaitée]                                       | Vote du jury | Vote du jury | Vote du jury | Vote du jury | Total |
| --------------- | ------------------------------------ | ------------------- | ---------------------------------------------------------- | ------------ | ------------ | ------------ | ------------ | ----- |
| Candidat        | Chanson                              | Interprète original | Film[réf. souhaitée]                                       | Manœuvre     | Manoukian    | Lio          | Sinclair     | Total |
| Thomas          | Four to the Floor                    | Starsailor          | Layer Cake (Matthew Vaughn, 2004)                          |              |              |              |              | 5/8   |
| Thomas          | Ce n'est rien                        | Julien Clerc        | On connaît la chanson (Alain Resnais, 1997)                |              |              |              |              | 5/8   |
| Damien          | Le Premier Jour (du reste de ta vie) | Étienne Daho        | Le Premier Jour du reste de ta vie (Rémi Bezançon, 2008)   |              |              |              |              | 3/8   |
| Damien          | No Woman, No Cry                     | Bob Marley          | Belle-maman (Gabriel Aghion, 1999)                         |              |              |              |              | 3/8   |
| Leïla           | Think                                | Aretha Franklin     | The Blues Brothers (John Landis, 1980)                     |              |              |              |              | 4/8   |
| Leïla           | Parle plus bas (Le Parrain)          | Dalida              | Le Parrain (Francis Ford Coppola, 1972)                    |              |              |              |              | 4/8   |
| Dalé            | Toute la musique que j'aime          | Johnny Hallyday     | Jean-Philippe (Laurent Tuel, 2006)                         |              |              |              |              | 4/8   |
| Dalé            | Sympathy For The Devil               | The Rolling Stones  | Shine a Light (Martin Scorsese, 2008)                      |              |              |              |              | 4/8   |
| Camélia-Jordana | Anyone else but you                  | The Moldy Peaches   | Juno (Jason Reitman, 2008)                                 |              |              |              |              | 7/8   |
| Camélia-Jordana | Que reste-t-il de nos amours ?       | Charles Trenet      | Baisers volés (François Truffaut, 1968)                    |              |              |              |              | 7/8   |
| Soan            | Requiem pour un con                  | Serge Gainsbourg    | Le Pacha (Georges Lautner, 1968)                           |              |              |              |              | 6/8   |
| Soan            | My Way                               | Paul Anka           | La Grande Escroquerie du Rock'n Roll (Julien Temple, 1980) |              |              |              |              | 6/8   |

Chansons collectives
- The Blues Brothers, Everybody needs somebody : Les six candidats

État de la compétition
- Qualifiés : Camélia-Jordana • Soan • Thomas • Dalé • Leïla.
- Éliminé : Damien.

Invité
- Jean-Paul Gaultier, qui a aussi habillé les candidats pour leurs prestations durant le prime.

En fin d'émission, les téléspectateurs apprennent que, la semaine suivante, les candidats chanteront les chansons proposées par les internautes.

### Prime n°7 - 19 mai 2009: Choix des téléspectateurs
| Candidat        | Chanson                        | Interprète original | Vote du jury | Vote du jury | Vote du jury | Vote du jury | Total |
| --------------- | ------------------------------ | ------------------- | ------------ | ------------ | ------------ | ------------ | ----- |
| Candidat        | Chanson                        | Interprète original | Manœuvre     | Manoukian    | Lio          | Sinclair     | Total |
| Thomas          | Ça plane pour moi              | Plastic Bertrand    |              |              |              |              | 4/8   |
| Thomas          | Love Today                     | Mika                |              |              |              |              | 4/8   |
| Leïla           | Babooshka                      | Kate Bush           |              |              |              |              | 6/8   |
| Leïla           | Ma plus belle histoire d'amour | Barbara             |              |              |              |              | 6/8   |
| Dalé            | Mon paradis                    | Christophe Maé      |              |              |              |              | 4/8   |
| Dalé            | On Broadway                    | George Benson       |              |              |              |              | 4/8   |
| Soan            | Seven Nation Army              | The White Stripes   |              |              |              |              | 6/8   |
| Soan            | Ces gens-là                    | Jacques Brel        |              |              |              |              | 6/8   |
| Camélia-Jordana | Ton invitation                 | Louise Attaque      |              |              |              |              | 6/8   |
| Camélia-Jordana | Back to Black                  | Amy Winehouse       |              |              |              |              | 6/8   |

Chansons collectives
- ABBA, Waterloo : les cinq candidats
- Sheila, Spacer : Leïla, Soan, Thomas[réf. souhaitée]
- Elton John & Kiki Dee, Don't go breaking my heart : Camélia-Jordana, Dalé

État de la compétition
- Qualifiés : Leïla • Camélia-Jordana • Thomas • Soan.
- Éliminé : Dalé.

Invité
- Christophe Willem, vainqueur de la quatrième édition de Nouvelle Star, aurait dû participer à l'émission, mais il en a été privé à cause d'un désaccord avec les créateurs du concept[16].

### Prime n°8 - 26 mai 2009: Quart de finale
| Candidat        | Chanson                   | Interprète original | Vote du jury | Vote du jury | Vote du jury | Vote du jury | Total |
| --------------- | ------------------------- | ------------------- | ------------ | ------------ | ------------ | ------------ | ----- |
| Candidat        | Chanson                   | Interprète original | Manœuvre     | Manoukian    | Lio          | Sinclair     | Total |
| Leïla           | Girls just wanna have fun | Cyndi Lauper        |              |              |              |              | 6/8   |
| Leïla           | Mon Amie la rose          | Françoise Hardy     |              |              |              |              | 6/8   |
| Thomas          | New York avec toi         | Téléphone           |              |              |              |              | 5/8   |
| Thomas          | Starman                   | David Bowie         |              |              |              |              | 5/8   |
| Camélia-Jordana | Killing Me Softly         | Roberta Flack       |              |              |              |              | 7/8   |
| Camélia-Jordana | La Madrague               | Brigitte Bardot     |              |              |              |              | 7/8   |
| Soan            | La mauvaise réputation    | Georges Brassens    |              |              |              |              | 6/8   |
| Soan            | One                       | U2                  |              |              |              |              | 6/8   |

Chansons collectives
- Queen, Another One Bites The Dust : les quatre candidats
- Maxime Le Forestier, Mon Frère : Thomas, Soan
- Julien Clerc, Laissons entrer le soleil : Camélia-Jordana, Leïla
- James Brown, I Feel Good : Camélia-Jordana, Soan
- Lilicub, Voyage en Italie : Leïla, Thomas

État de la compétition
- Qualifiés : Soan • Leïla • Camélia-Jordana
- Éliminé : Thomas

### Prime n°9 - 2 juin 2009: Demi-finale
| Candidat        | Chanson                       | Interprète original | Vote du jury | Vote du jury | Vote du jury | Vote du jury | Total |
| --------------- | ----------------------------- | ------------------- | ------------ | ------------ | ------------ | ------------ | ----- |
| Candidat        | Chanson                       | Interprète original | Manœuvre     | Manoukian    | Lio          | Sinclair     | Total |
| Camélia-Jordana | Foundations                   | Kate Nash           |              |              |              |              | 12/12 |
| Camélia-Jordana | Mistral gagnant               | Renaud              |              |              |              |              | 12/12 |
| Camélia-Jordana | Paint It, Black               | Rolling Stones      |              |              |              |              | 12/12 |
| Leïla           | Ma révérence                  | Véronique Sanson    |              |              |              |              | 10/12 |
| Leïla           | Perhaps, perhaps, perhaps     | Doris Day           |              |              |              |              | 10/12 |
| Leïla           | Mon Cœur, mon Amour           | Anaïs               |              |              |              |              | 10/12 |
| Soan            | Poupée de cire, poupée de son | France Gall         |              |              |              |              | 06/12 |
| Soan            | L'Accordéoniste               | Édith Piaf          |              |              |              |              | 06/12 |
| Soan            | Personal Jesus                | Depeche Mode        |              |              |              |              | 06/12 |

Chansons collectives
- The Clash, London calling : les trois candidats
- Rita Mitsouko, Les Histoires d'A. : Soan, Leïla
- Lou Reed, Walk  on the wild side : Soan, Camélia-Jordana
- Ray Charles, Georgia on my mind : Amandine Bourgeois, André Manoukian (au piano)[réf. souhaitée]
- The Supremes, Baby Love : Camélia-Jordana, Leïla

État de la compétition
- Qualifiés : Leïla • Soan
- Éliminée : Camélia-Jordana

Invitée
Amandine Bourgeois interprète son titre L'Homme de la situation.

### Prime n°10 - 9 juin 2009: Finale
| Candidat | Chanson                     | Interprète original | Vote du jury | Vote du jury | Vote du jury | Vote du jury | Total |
| -------- | --------------------------- | ------------------- | ------------ | ------------ | ------------ | ------------ | ----- |
| Candidat | Chanson                     | Interprète original | Manœuvre     | Manoukian    | Lio          | Sinclair     | Total |
| Soan     | J'veux du soleil            | Au P'tit Bonheur    |              |              |              |              | 09/12 |
| Soan     | Aux sombres héros de l'amer | Noir Désir          |              |              |              |              | 09/12 |
| Soan     | Break On Through            | The Doors           |              |              |              |              | 09/12 |
| Leïla    | Crazy                       | Gnarls Barkley      |              |              |              |              | 09/12 |
| Leïla    | I don't know                | Noa                 |              |              |              |              | 09/12 |
| Leïla    | Fais-moi une place          | Julien Clerc        |              |              |              |              | 09/12 |

Chansons collectives
- Village People, YMCA : Yoann, Mélissa, Lary, Thomas, Camélia-Jordana, Dalé, Soan, Leïla
- The Clash, Should I Stay or Should I Go : Leïla, Soan
- Joan Baez, Here's to you : Leïla, Soan
- Françoise Hardy, Comment te dire adieu ? : Leïla, Soan

État de la compétition
- Vainqueur : Soan
- Finaliste : Leïla

Invités
- Camelia-Jordana, Dalé, Damien, Lary, Melissa, Thomas et Yoann (Mahdi et Damien n'ont pas souhaité venir)